# All'arme! All'arme! I priori fanno carne!
All'arme! All'arme! I priori fanno carne! è un saggio storico di Alessandro Barbero pubblicato nel 2023 da Editori Laterza.

## Descrizione
Il libro racconta alcune delle rivolte popolari del XIV secolo e in particolare: le Jacquerie del 1358, il tumulto dei Ciompi del 1378, la rivolta dei contadini inglese del 1381 e la rivolta dei Tuchini del 1386.
Il titolo riprende il grido con il quale tale Nicolò, orologiaio della Firenze del trecento, mise in armi il popolo minuto il 20 luglio 1378 dando il via al cosiddetto tumulto dei Ciompi.